# Befund (Archäologie)

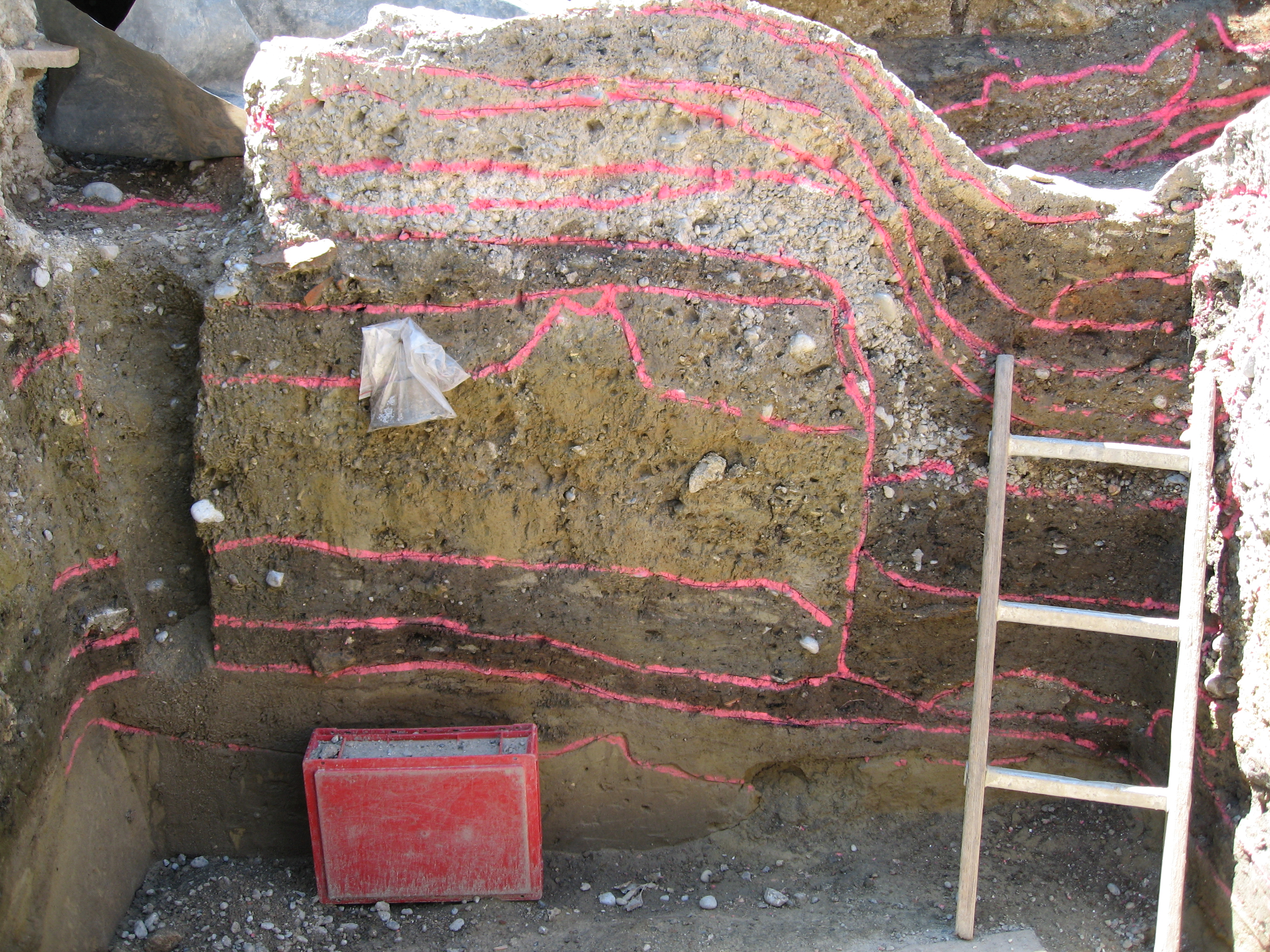
Schichtenfolge und Schichtenstörungen im Profil einer archäologischen Ausgrabung

Ein Befund (englisch feature) im archäologischen Sinne sind die in einer archäologischen Fundstätte bei einer Ausgrabung beobachtbaren oder messbaren Fundumstände, das heißt der Fundkontext. Diese Umstände umfassen speziell den Zusammenhang zwischen
- archäologisch relevanten Funden untereinander,
- zwischen diesen Funden und den umgebenden Erdschichten,
- zwischen den umgebenden Erdschichten.

Die Fundumstände werden photographisch, zeichnerisch und in Textform sowie neuerdings mittels 3D-Laserscanning dokumentiert. Diese Dokumentation dient als Grundlage für die wissenschaftliche Bearbeitung und Auswertung der Ausgrabung im Sinne der Rekonstruierbarkeit, da der Befund durch eine Ausgrabung immer zerstört wird.
Bei Befunden unterscheidet man zwischen obertägig sichtbaren und obertägig unsichtbaren Befunden.

## Obertägig sichtbare Befunde
Obertägig sichtbare Befunde sind Befunde, die sich nicht unter der Erde befinden. Dabei kann es sich um Bauten handeln, wie Häuser und Tempel.
In der provinzialrömischen Archäologie beispielsweise sind obertägig sichtbare Befunde sehr selten. Meist handelt es sich um Befestigungen von Lagern und Städten. Viele dieser Bauten wurden während des Mittelalters als Häuser, Kirchen, Burgen oder als Stadtbefestigung verwendet. Zum Teil wurden Steinmonumente, die an Straßen oder an öffentlichen Plätzen errichtet worden waren, wie Grabsteine, Weihesteine oder auch Meilensteine, im Mittelalter und während der frühen Neuzeit für frühchristliche Denkmäler gehalten und so unter den Schutz der katholischen Kirche gestellt. Berühmte Beispiele für obertägig sichtbare Befunde der provinzialrömischen Archäologie sind beispielsweise die Porta Nigra, die Kaiserthermen oder auch der Drususstein.
Zu römerzeitlichen Befunden, die obertägig sichtbar sind, gehören auch Hügelgräber, Schutthügel von Bauten wie zum Beispiel Kastellen, Villen oder auch Heiligtümern, Überreste von Wasserleitungen, Brücken, Straßendämme, limites (lat. Plural von limes (Grenzwall)), Kanäle, Steinbrüche und Spuren von Bergbauten.

## Obertägig unsichtbare Befunde
Obertägig unsichtbare Befunde sind Befunde, die sich im Boden befinden. Solche Befunde können Gräber, Hortfunde, aber auch die Überreste von Häusern aus Holz oder Stein oder einfach (Abfall- oder Vorrats-)Gruben sein. Neben diesen Formen von Befunden kann es sich bei obertägig unsichtbaren Befunden auch um Befestigungen, Straßen, Wasserleitungen und andere Installationen handeln, die von Menschen in den Boden eingetieft wurden.
Großflächige Befunde von Siedlungen können je nach Licht- und Vegetationsverhältnissen aus tieffliegenden Flugzeugen erkannt werden. Zur Datierung dieser Befunde dienen Kleinfunde aus Keramik, Glas, Metall und weiteren nicht organischen Materialien. Diese Funde geben sowohl über den Terminus post quem (der Zeitpunkt, nachdem der Befund in den Boden gelangt ist; dabei orientiert man sich an der Herstellung des jüngsten Fundes) als auch über den Terminus ante quem (der Zeitpunkt bevor ein Befund entstand) Auskunft.

## Erläuterung am Beispiel Grabbefund
Zur Erläuterung das Beispiel eines Erdgrab-Befundes: Die Grubenwände, die Grubenverfüllung, das Skelett sowie alle Beigaben in der Lage, in der sie durch die Ausgrabung freigelegt wurden, das heißt in situ (latein. „am Platze“), sind der Befund. Alle mobilen Gegenstände, also die Skelett-Teile und die Beigaben, sind außerdem auch Funde.
Die Befund-Beobachtung und -Dokumentation ist sehr wichtig, da die Lage der Beigaben im Grab oder die Lage des Skelettes Aussagen über die zeitliche und kulturelle Stellung des Befundes zulassen können. Die Beobachtungen lassen außerdem Aussagen über die Zeit nach der Verfüllung des Grabes zu, etwa ob das Grab nochmals geöffnet und möglicherweise beraubt worden ist oder ob Lebewesen wie etwa Hamster die Schichtenfolge der Grubenverfüllung mit ihren Gängen durchkreuzt haben; solche externen Einflüsse werden als Befundstörung bezeichnet. Äußere Einflüsse, die den ursprünglichen Zustand des Befundes verändern, lassen sich zum Teil ebenfalls nachweisen, etwa die Zerscherbung von Keramikgefäßen durch den Bodendruck oder die Befahrung der Oberfläche, die Zersetzung des Weichgewebes am Leichnam oder das Einsickern von Sediment in Hohlräume wie zum Beispiel einen Sarg. Diese feine Sedimentschicht kann den Hohlraum ausfüllen und seine Form nachzeichnen und ist nach dem vollständigen Verrotten der Sargreste oft der einzige Hinweis auf einen ehemals vorhandenen Sarg. Ebenso vergänglich sind fast alle anderen organischen Materialien auch.
So ist die „Geschichte“ des Grabes vom Zeitpunkt seines Aushubes bis zur Ausgrabung anhand seiner Eigenschaften (Schichtenfolge inklusive Störungen sowie die Lage der Funde) nachvollziehbar und der ursprüngliche Zustand des Befundes sowie dessen Entstehung teilweise rekonstruierbar. Die Beobachtung dieser Eigenschaften ist jedoch nur durch Ausgrabung, also durch Eingriff in den Befund, möglich – der Archäologe zerstört also den Befund. Aus diesem Grund wird die Aufnahme der Befund-Eigenschaften mittels Fototechniken, technischer Zeichnungen und textlicher Beschreibungen sehr sorgfältig vorgenommen.

## Definitionen

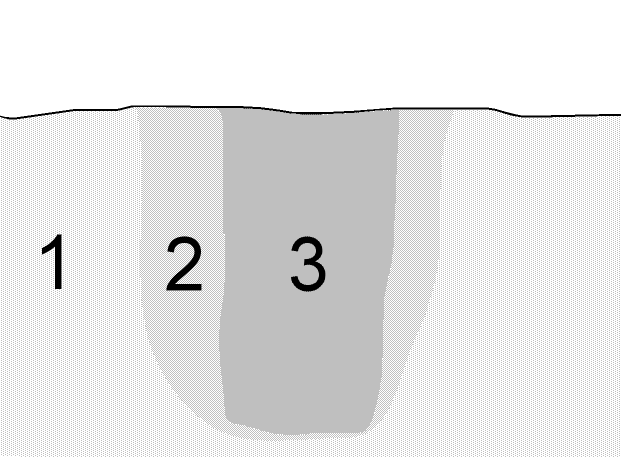
Schematisches Profil eines Pfostenlochbefunds, der sich nur als Bodenverfärbung abzeichnet:
1. anstehende (geologische) Schicht, 2. Verfüllung der Pfostengrube, 3. Pfostenstandspur

Nach dem auf Ausgrabungen herrschenden gesunden Menschenverstand werden sämtliche dokumentierbaren und nicht ohne weiteres beweglichen Objekte als Befunde bezeichnet, meistens handelt es sich dabei um Bodenverfärbungen oder Mauerreste. Dank moderner Technik ist die „Beweglichkeit“ der Objekte relativiert worden, denn mittels Blockbergung können durchaus auch ganze Gräber transportiert werden, ohne den Befund selbst zu zerstören. Im weiteren Sinne können auch ganze Gräberfelder oder Siedlungen als ein einziger Befund, der sich in mehrere untergeordnete Befunde (Gräber, Gruben usw.) gliedert, aufgefasst werden.
Über diese mehr oder weniger stillschweigend akzeptierte Verwendung des Begriffs hinaus haben sich jedoch mehrere Wissenschaftler mit unterschiedlichen Ansätzen um eine Definition bemüht:
- Nach Manfred Eggert sind Befunde die jeweilige „Gesamtheit historisch aussagefähiger Beobachtungen in archäologischen Fundsituationen.“[2] Diese Definition ist zwar weit gefasst, sie beschränkt sich aber auf die historische Aussage und verdrängt dadurch die natürlichen Vorgänge, die für die Befundrekonstruktion unabdingbar sind. Laut Eggert wird weiterhin als „… Befund in erster Linie ein wie auch immer im Einzelnen beschaffenes, konkret wahrnehmbares Ensemble aus mehr oder weniger deutlich unterscheidbaren Verfärbungen, aus organischen und anorganischen, kulturellen und nichtkulturellen Einflüssen, aus Schichtbildung und Schichtstörung, aus Form, Textur und Konsistenz- kurz, etwas empirisch Gegebenes, etwas Abgrenz- und Beschreibares das vom archäologischen Interesse ist …“ bezeichnet.[2] Eggert konzentriert sich hier auf das Beschreibbare, umfasst natürliche wie durch den Menschen verursachte Einflüsse und Gegebenheiten, engt allerdings die Menge der Befunde auf Bodenmerkmale (Verfärbungen) ein, demnach klammert er zum Beispiel Baustrukturen (etwa Mauern) aus.

- Colin Renfrew und Paul Bahn beschreiben feature (englisch für Befund) wie folgt: „A non-portable artifact, e.g. hearths, architectural elements, or soil stains.“ Übersetzung: „Ein nicht-transportabler, vom Menschen benutzter/geformter Gegenstand, zum Beispiel Herde, Architekturelemente oder Bodenverfärbungen.“[3] Die Definition bleibt unscharf und beschränkt sich einzig auf das Argument der Transportfähigkeit. Die in den Beispielen angeführten architectural elements sind irreführend, weil darunter durchaus auch unbestreitbar transportable Einzelteile wie etwa Säulenkapitelle verstanden werden können.